# 日本经济问题

日本经济增长近年来持续萎缩

日本近来季度GDP和就业率变化

日本国债

日本經濟問題是日本在经历一段时间高速发展之后，从20世纪90年代开始面临一系列严峻的经济问题：诸如经济空洞化、经济泡沫破裂、劳动力不足等。经济學界将日本的一些经济问题称之为「日本病」，中文中这一说法可以追溯到1981年。後來又稱為“停滯的十年”等說法，這種經濟問題也被用來分析一些正在面臨通貨緊縮、人口萎縮的危機，以及貿易是重產出為大、政府支出大等結構性問題很相似的亞洲國家，比如中國。

## 特徵
- 产业空洞化

1980年代以后，由于人力成本提高，新兴市场需求旺盛，日本许多工厂迁移到海外，导致产业空洞化现象。根据日本内阁府2013年调查有68.0%企业在2012年海外生产，这比1992年上升了24.7个百分点，同时预计到2017年这一比例将达到71.1%，日本产业空洞不断加大。
- 产业发展不平衡

从二战以来，以制造业为代表的第二产业发展迅速，但以农业、金融业、房产、物流、建筑业为代表的第一产业和第三产业发展落后。在日本政府的保护主义下，生产服务效率低下，成本巨大，国内消费者承受着远高于国际价格的费用。以日本水产业为例，日本2012年渔业总生产量为484万公吨，不到1984年的38%。并且在2013年继续下降，这导致日本渔价高居不下，人民不消費，反而更令水产业受伤。
- 金融问题

日本金融体系在二战后为日本高速发展提供了巨大助力，但从70年代之后日本金融环境开始畸形發展。日本银行盲目追求维持贷款规模的高速增长，并且銀行仗著日本政府常年保持严格的保护政策，导致贷款浮濫，贷款余额占GDP比重从70年代的70％上升到80年代末的110％，借貸容易的結果，并引发了90年代泡沫经济，泡沫破灭和股票房地产价格的下跌。泡沫经济期间由于融资过剩而后续实际抵押品（房产和土地）价值剧减，投资不当，银行因此负担巨大不良债权至今。并且日本银行至今仍面临着贷款需求低下、低透明度、财务信用低迷等问题，操作手段變得極度保守，導致了本來助長經濟的金融環境不再熱情
- 巨額債務

日本老年人口比例過高與年金福利政策，至2013年底日本国債达到1017万亿日元，约占日本GDP 250%左右，人均负债约800万日元不断加大的巨额债务可能变成定时炸弹，引发日本债务危机。
- 貧富差距与内需不足

由于日本原来以中产阶级为社会主流，泡沫發生後转变为富裕与贫穷两个极端（中产阶级逐渐消失）。大前研一所著M型社会一书探讨日本此种怪现象，可能来自于全球化和产业升级结构和年功序列制度崩坏，越中下层的人越遭到冲击，而富人阶级却没有遭到冲击甚至因而获利，导致阶级拉大。由于贫富差距加大，国民收入减少，导致日本国内需求不足，拉低国家经济发展。 日本贫困人口从2006年开始一直逐年上升，至2010年日本全国贫困人口比例已升至16%。
- 首都与地方经济发展不均

東京一極集中現象的（首都圈）总人口达3700万，约占日本人口四分之一，这导致東京与其他地方经济发展出现失衡。

### 微觀面數據
- 生育率極低[15]：幼齡人口大量減少，學校跟著倒閉，老齡化社會扶養比高、創造力低下。
- 實質薪資所得倒退[16]，階級貧富差距大、富人所得占比攀升，奢侈品雖漲價，民生物價卻便宜了，例如一百日元商店之廣設。

### 階級收入
大量的現今青年人成為低薪就業者，是為飛特族，與父輩時代過往低薪不同之處乃自身薪水幾無大幅增加可能。而尼特族為無工作者，但並非精神或身體上之障礙而不可做工，並且飛特族與尼特族現象成為現在日本的一大困擾。是日本沉痾不起的代表。
下表為日本調查21世紀前10年間收入階層分布變化表：日本總勞動力4500多萬人中，年薪400萬日圓以上的中產人數10年來下降共400多萬人，低薪群的人數卻也增加400多萬，而同時收入2000萬日圓以上的巨富卻增加2.2萬人，代表中產下流或M形化；而此表統計的09-11年間日本受到世界衰退影響又減少了一千一百萬個工作機會。
| 区分               | 1999年 | 2009年 | 增減  |
| ------------------ | ------ | ------ | ----- |
| 〜100万日圓        | 2,961  | 3,989  | 1,028 |
| 100〜200万日圓     | 5,076  | 7,010  | 1,934 |
| 200〜300万日圓     | 6,875  | 7,899  | 1,024 |
| 300〜400万日圓     | 8,046  | 8,149  | 103   |
| 400〜500万日圓     | 6,600  | 6,163  | -437  |
| 500〜600万日圓     | 4,788  | 4,074  | -714  |
| 600〜700万日圓     | 3,210  | 2,464  | -746  |
| 700〜800万日圓     | 2,284  | 1,695  | -589  |
| 800〜900万日圓     | 1,584  | 1,148  | -436  |
| 900〜1,000万日圓   | 1,070  | 710    | -360  |
| 1,000〜1,500万日圓 | 1,894  | 1,303  | -591  |
| 1,500〜2,000万日圓 | 431    | 268    | -163  |
| 2,000万日圓〜      | 164    | 186    | 22    |
| 合計               | 44,984 | 45,056 | 72    |

資料出所：日本民間給与実態統計調査（國稅廳）

## 成因

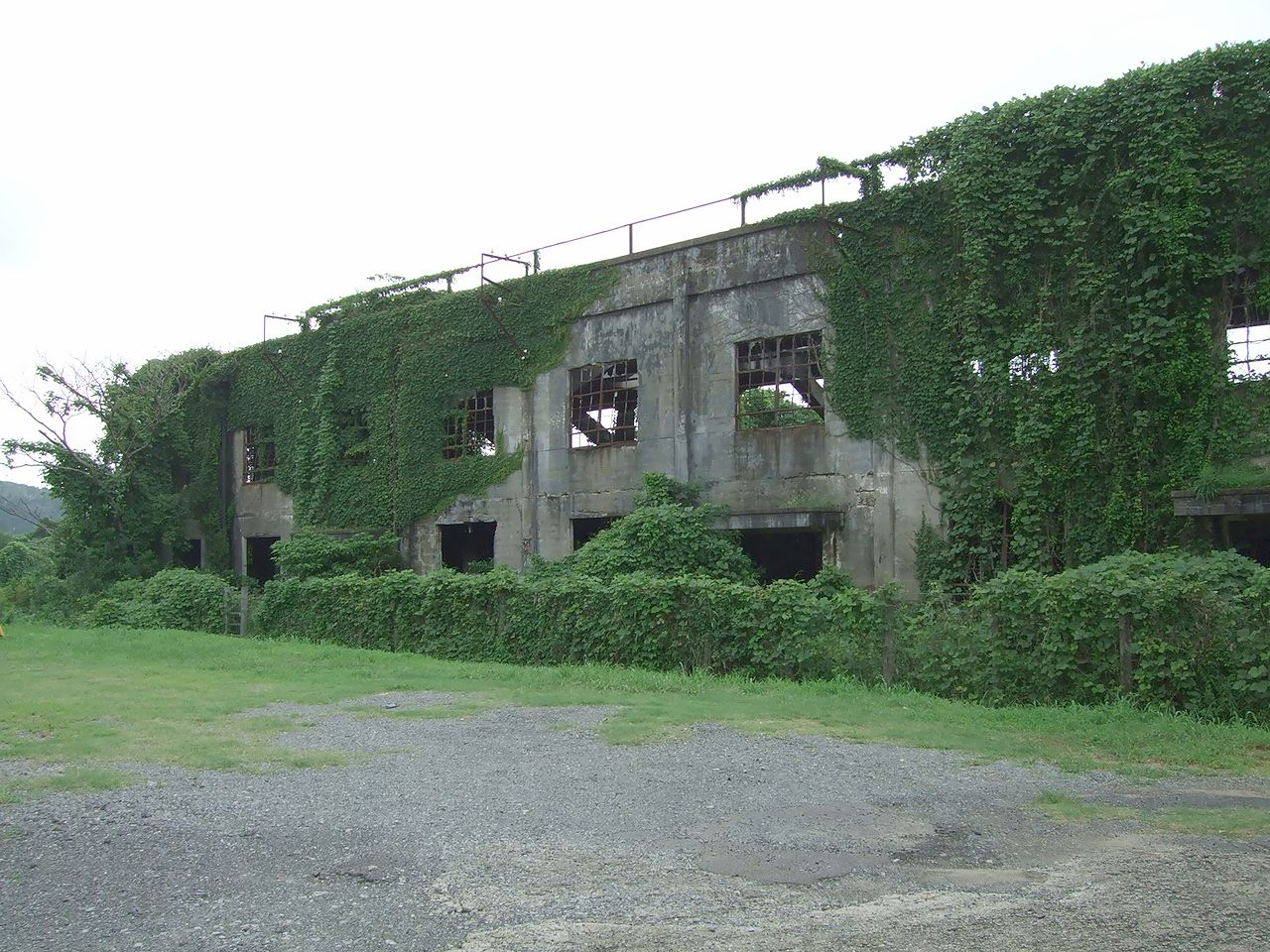
日本產業外移後留下的廢工廠

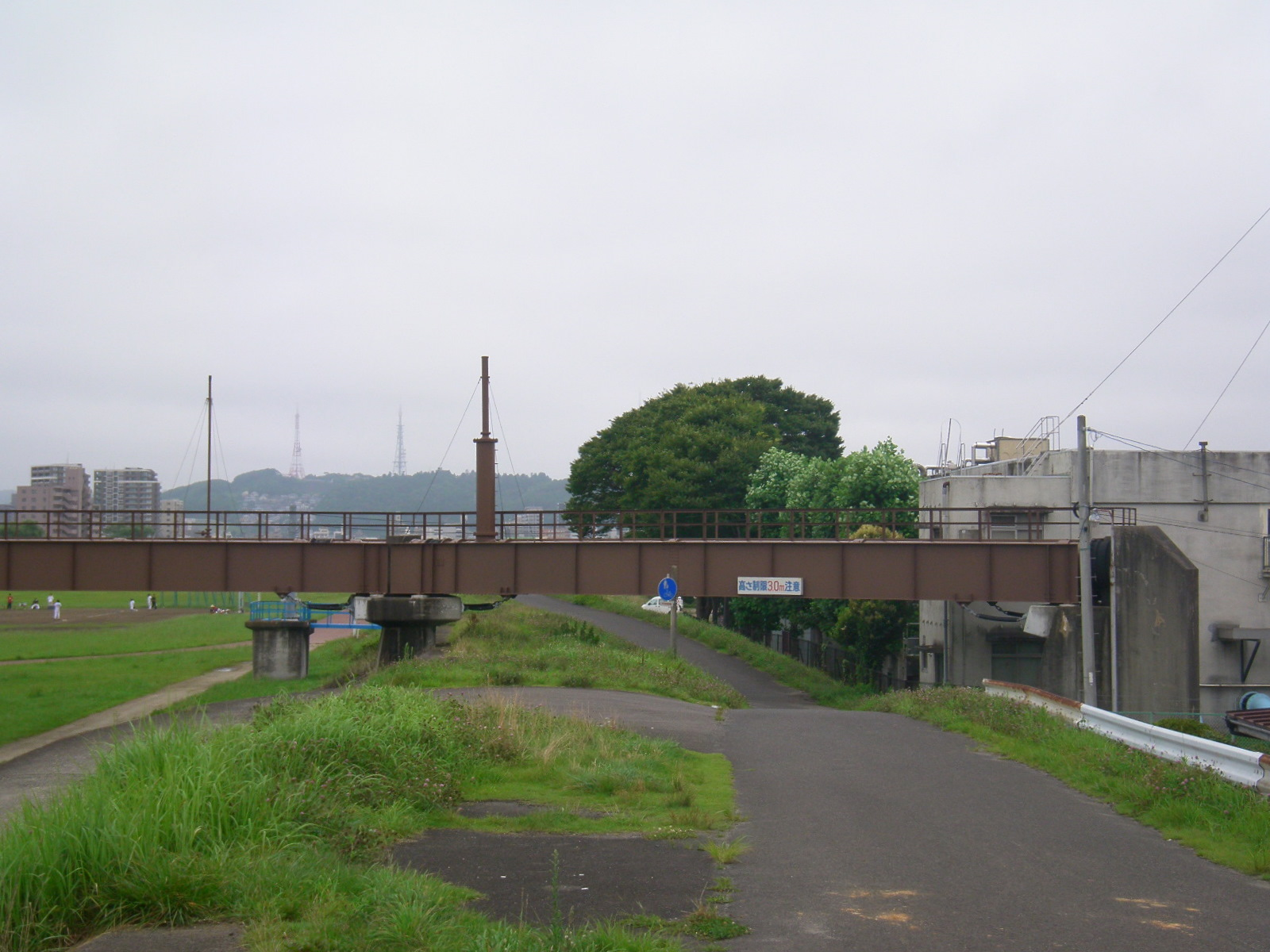
沒有證據表明已開發國家再投入基礎建設（例如圖中的輸水幹管）對經濟有拉動效果，很多都成為閒置多餘建設。

日本病成因由多種因素綜合而成，甚至美國經濟學家羅比尼（Nouriel Roubini）認為日本病本質不是病，而是晚期資本主義的必然結局，沒有任何相似發展的國家能逃脫。當未來各國都已經成為已開發國家，最終全世界都將一一逐步走向日本病。
從表象而論日本病在經濟全球化後被凸顯出來。來自低所得國家的廉價勞動力可以輕易搶走高所得國的生產型工廠職缺，使高所得國的總體工作數量下降，勞動力供過於求。於是，較低技能的中下階層藍領勞工開始薪資下降或停滯，無法支付高物價國的生活開銷，陷入貧困和支領政府救助。此外，中產消費力下降，導致更多服務消費類的職缺也開始裁員。兩者形成惡性循環。

## 可能的解決方法
目前日本病現象主流經濟學界有諸多藥方分散於各學派，但還無任何現實中的國家範例能實證解決，從而成為21世紀全球最大挑戰之一。

### 創新改革論
至於開放產業和個人技能提升的措施，各學派目前也視為長期性解決方案，高物價國家必須自由創新，透過更高價值的新產業、新產品、新理念來創造高收入工作機會維持人民能在高物價環境生活，同時加強人民教育訓練，以適應進入高端產業。德國顯然是此論之模範生。
但是左派則是對此持有最大疑問，因為可能百年才有一次的機遇並非可以任意開放，而一個全新產業很難被包容接受，很多新產業是破壞性創新，機會隨之而帶來新的問題與政府難以管理，比如人力雇用反而優化變得極少，只需要少數特定領域專家對社會失業沒有幫助，甚至很多機械化和自動化的新創工作機會很少，卻還砍掉社會上其他大量工作，加劇貧富差距。而高等教育資源有限在諸多國家更需要付出大量學費和時間，這都要勞工本身負擔，很多人無法負擔而形成機會不均等的壁壘，且不是人人都有讀高階學問的聰明才智、尤其許多年紀較大的中年失業者，就算是高學歷者、有些人只是在大學讀錯領域（就讀領域與產業流行不合、個人對該領域的嚴重的不適應，都容易造成浪費及高學歷失業），因此不能歸類為個人不努力因素。所以左派普遍認為創新產業和個人技能提升是一廂情願的做法，沒有可預測的普遍性原則。

### 提前繼承論
一般來說，老人的創新、消費慾望是低於年輕人的、沒錢會打擊年輕人的生育慾望；當日本很明顯的有財富、管理、事業集中於老人的情況，再加上日本的老人多有李爾王情結、過度不信任子女而不願意提前將財產贈與子女，因此日本人繼承的平均年齡已達67歲；這代表者日本有消費慾望及生育可能的年輕人，並沒有足夠的財力與權力，來讓他們依照本能進行有益社會的行為（生育及企業改革，消費、政策創新等）。所以一種觀念是鼓勵孫輩而非子女輩繼承遺產，或鼓勵上一輩提前把家庭財產與公司交棒與年輕人掌舵，就可以增加消費及生育而提高內需。

### 本質無解論
較有社會主義色彩的左派經濟學家則認為，任何政府債務的改善與否討論都只是治標性質，日本病成因來自資本主義本質的終極問題，不可能靠任何財政政策來解決，資本主義假設人不管生在何處的機會都均等，生長環境也均等，聰明才智也均等，這種「假象公平」的前提假設在現實中並不存在，所以依附其上的理論最終也將失效。事實上階級和財富世襲的問題導致贏者圈和敗者圈的M型社會分化是社會的大漏洞，人人立足點並不平等，贏者再透過土地持有和生產資本的持有不斷輕鬆聚積更多財富，當財富集中於少數人手中多數人消費力不斷下降，經濟本身就不可持續。最終不論任何解決方案都有一個共通點，就是需要巨大且痛苦的改革，並且影響到很多既有得利階層的利益，然而2011年爆發的歐債危機和美國政黨惡鬥可以發現，這種改革的政治困難度，所以縱使有了確實有效的解藥可以遵循，也不保證在複雜的政治環境中能實行無誤，這也是諸多悲觀論的成因。